# Berry Link
B.H.M. (Berry) Link (Groenlo, 10 augustus 1965) is een Nederlands ambtenaar, politicus, bestuurder en organisatieadviseur. Hij is lid van het CDA.

## Biografie
Na het havo studeerde Link bestuurskunde in Enschede. Hij liep stage bij zowel de gemeente als de Rijksoverheid. Bij laatstgenoemde liep hij stage op de afdeling Kabinetszaken bij het ministerie van Binnenlandse Zaken. Na zijn afstuderen in 1987, op een afstudeeropdracht over de rol van de burgemeester bij de collegevorming, werd hij beleidsmedewerker van deze afdeling. Van 1988 tot 1991 was hij coördinator Interprovinciaal Overleg bij de provincie Overijssel.
Hierna keerde Link terug naar Den Haag en was hij van 1991 tot 1993 beleidsmedewerker van de directie Voorlichting en Externe Betrekkingen bij het ministerie van Landbouw, Natuurbeheer en Visserij. Van 1993 tot 1999 was hij coördinator Provinciale Staten, thans Statengriffier, bij de provincie Noord-Brabant. Van 1999 tot 2007 was hij secretaris van de raad van bestuur en raad van toezicht bij VieCuri. Daarnaast was hij van 2003 tot 2007 lid van de Provinciale Staten van Noord-Brabant.
Van januari 2007 tot september 2015 was Link burgemeester van de gemeente Schinnen. In juni 2015 werd hij door de gemeenteraad van Geldrop-Mierlo voorgedragen om daar burgemeester te worden. Op 17 september 2015 ging zijn benoeming in en werd hij in Schinnen opgevolgd door Léon Frissen die daar waarnemend burgemeester werd.
Op 11 maart 2019 meldde Link op te stappen als burgemeester van Geldrop-Mierlo. Dit gebeurde naar aanleiding van nieuwe ontwikkelingen over een vermeende geheime liefdesrelatie van Link met een medewerkster van de gemeente Geldrop-Mierlo. Een speciale gemeentelijke commissie had hierover eerder verslag uitgebracht en oordeelde in eerste instantie dat Link kon aanblijven. De commissie wilde het onderzoek echter heropenen.
Nog dezelfde dag kondigde Link aan terug te treden als burgemeester. In een officiële verklaring ontkende hij een liefdesrelatie met een medewerkster van de gemeente te hebben gehad, doch vanwege alle ontstane commotie zag hij geen andere uitweg dan te vertrekken als burgemeester. Met ingang van 8 april 2019 was Désirée Schmalschläger daar benoemd als waarnemend burgemeester.
Nadien was Link actief als adviseur op het gebied van zorg & veiligheid en vervoer. Daarnaast was hij gastspreker bij congressen en gaf hij inleidingen over het thema integriteit en ondermijning. Zo trainde hij (startende) burgemeesters, colleges en gemeenteraden, maar ook ambtenaren. Verder adviseerde hij gemeentebesturen over samenwerkingsvraagstukken, zowel tussen en binnen gemeenten, als in triple helix-verbanden.
Op 14 juni 2021 werd Link door de gemeenteraad van Veendam voorgedragen als nieuwe burgemeester. Op 30 augustus dat jaar werd bekendgemaakt dat de minister van Binnenlandse Zaken en Koninkrijksrelaties heeft besloten hem voor te dragen voor benoeming bij koninklijk besluit met ingang van 15 september dat jaar. Op die dag vond ook de installatie plaats en werd hij beëdigd door René Paas, de commissaris van de Koning in Groningen. Per 1 juli 2023 is hij gestopt als burgemeester van Veendam, omdat Veendam volgens hem een ander type burgemeester nodig heeft. Op 25 juli dat jaar werd Sandra Korthuis waarnemend burgemeester van Veendam.